# Manuel del Palacio
Manuel del Palacio y Simó  (Lérida, 24 de diciembre de 1831-Madrid, 5 de junio de 1906) fue un periodista y poeta satírico español.

## Biografía

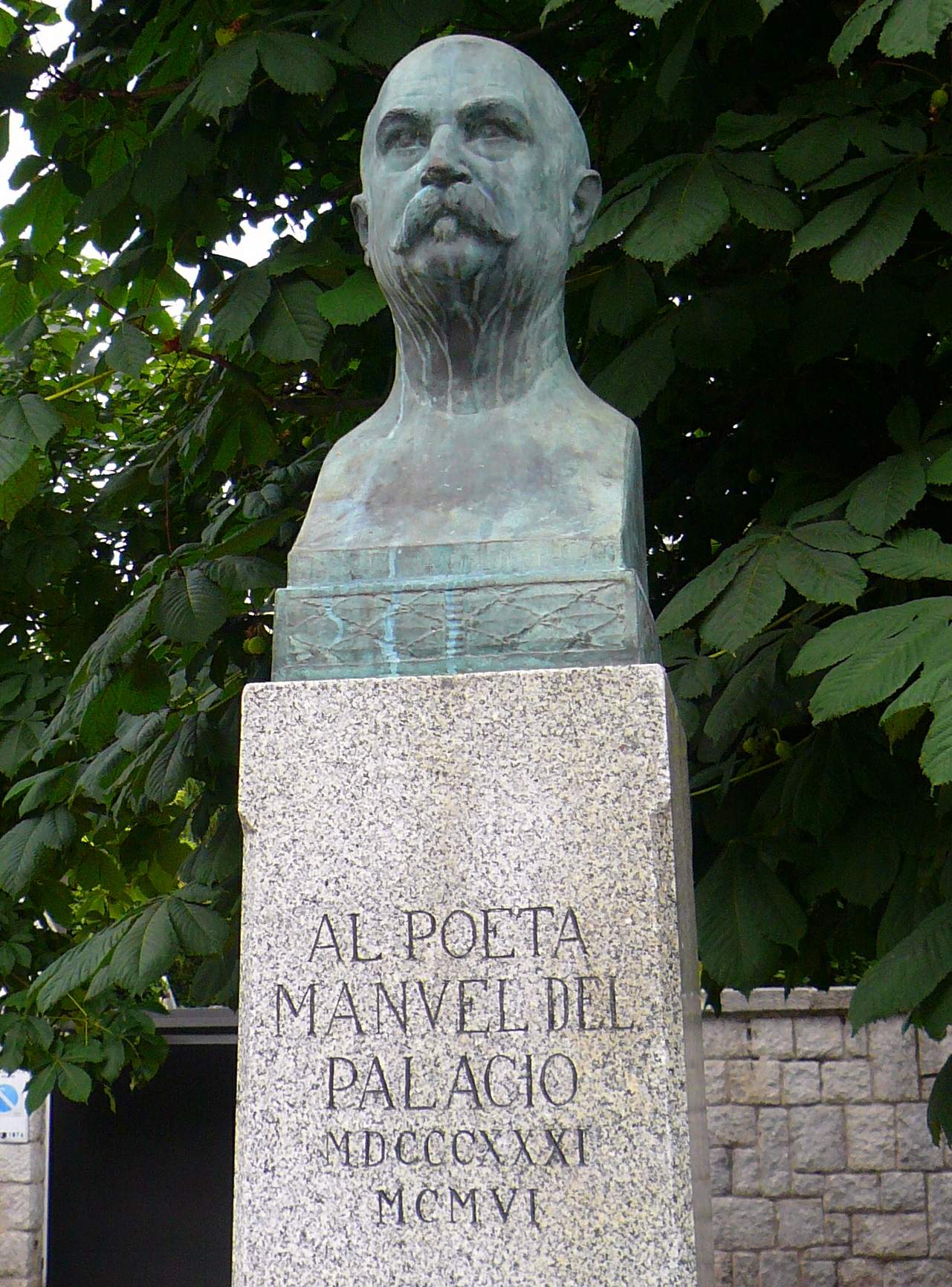
Monumento a Manuel del Palacio en el barrio de El Viso de Madrid

Nació en Lérida el 24 de diciembre de 1831, hijo de un militar que también cultivó las letras y peleó contra los ingleses, contra los franceses en la Guerra de la Independencia y contra los carlistas navarros, pero que al final trabajó como tesorero de la Hacienda pública. Manuel del Palacio se decantaría por ser escritor, pero los diversos destinos de su padre condujeron su infancia a Soria y su juventud a Valladolid, donde se graduó de bachiller, para pasar luego a Galicia (Pontevedra y La Coruña) y en 1851 a Granada, donde perteneció a la tertulia de La Cuerda junto a Pedro Antonio de Alarcón, Moreno Nieto y otros; allí se despertó su vocación poética junto a una primera y desgraciada relación amorosa y el triste fallecimiento de su padre. También empezó su carrera periodística en ese mismo año de 1851 redactando el Fray Chirimiqui Andana, suprimido gubernativamente. Finalmente (1854) se afincó en Madrid, protegido por el rico y extravagante liberal maragato Santiago Alonso Cordero, personaje de algunas novelas de Benito Pérez Galdós. En Madrid vivió como empleado público, redactor de varios periódicos (empezando por El Látigo (1854-1855) y el democrático La Discusión (1856-1858), y siguiendo luego por El Regulador (1859), El Imparcial, Madrid Cómico, El Pueblo (1860) y Blanco y Negro, 1892...), fuera de otros muchos, y arreglando zarzuelas entre 1859 y 1860, en la época de la intervención militar en África, mientras dirigía la revista semanal El Nene, donde Bécquer dio a conocer algunas de sus primeras Rimas. Sus sátiras en verso de políticos se hicieron entonces muy populares, pero a costa a veces de sonados pleitos por injurias y difamación.
Su hábil versificación y su tono festivo lo volvieron empero muy célebre, de forma que fue considerado uno de los grandes poetas burlones y satíricos del siglo XIX. Enamorado de la pintura, llegó a reunir una colección personal de lienzos nada desdeñable y, de hecho, su primer libro, Función de desagravios (1862), fue un balance en verso de la Exposición Nacional de Bellas Artes de ese año. Fundó entonces (1864) una revista muy famosa en su ámbito, Gil Blas, junto a Eusebio Blasco, Roberto Robert y Luis Rivera, coautores también de algunos de sus primeros libros. En 1865 anduvo envuelto en una de las conspiraciones liberales y antimonárquicas del general Juan Prim. A causa de sus procaces sonetos dirigidos contra la camarilla borbónica y la misma reina Isabel II, fue desterrado a Puerto Rico en 1867, en vísperas de la revolución de 1868. En Un liberal pasado por agua (1868) describió la experiencia de su detención:
Cuando fueron a sacarlo / del lecho en que reposaba / a eso del amanecer, / y sin decirle una frase, / como aquel que en el sainete / "apaga la luz y vase", / le pillaron entre siete / y dieron con su persona / en un coche de alquiler. / Pronto las brisas süaves / que vienen de las afueras / y el gorjeo de las aves / y la voz de las lecheras / que venden en las esquinas / líquidos al pormenor / le enteraron del destino / y dirección que llevaba, / y, al acabar su camino, / vio sin sorpresa que estaba / en frente del Saladero / y al lado de un inspector. / Abrió las puertas un mozo / tan esbelto como rudo / y en el mismo calabozo / que ilustrara Cabezudo / y otros muchos literatos / de su vuelo y su magín, / allí fue donde metido / me tuvieron largas horas, / dulcemente entretenido, / repasando las doloras / que llenaban las paredes / en castellano y latín. / Renuncio a pintar los goces / de aquellas horas felices / aturdido por las voces, / blindado por las narices / para evitar los efluvios / de la atmósfera local. / Dormime a muy poco rato / sobre la tarima dura, / y fue mi sueño tan grato / que aún evoco su dulzura / como el niño que recuerda / la paliza maternal. / Después y a los pocos días, / dio el tren en Cádiz conmigo. / ¡Àdiós, muertas alegrías! / ¡Adiós, seres que bendigo! / El fardo de mi existencia / va a pasar a otro almacén. / A América destinado / va por mi contraria suerte, / mas, si no llega averiado / (y no llegará, que es fuerte), / acaso, cuando allá vuelva, / lo paguen algunos bien. (Puerto Rico, 15 de junio de 1867).
En Puerto Rico estuvo durante unos meses, pero volvió clandestinamente para participar en el triunfo de la Gloriosa. Entró después en la carrera diplomática y desempeñó puestos en Florencia como primer secretario de la legación española en la Corte de Víctor Manuel II de Italia, cargo que duró hasta noviembre de 1869, y, muchos años más tarde, en Montevideo (1883-1886). En Uruguay, publicó su poema en prosa «Blanca» y algunas de sus poesías aparecieron en el periódico La Ilustración Uruguaya en 1883.
En el amplio interludio entre ambas misiones diplomáticas empezó a desengañarse con la revolución y se casó con una joven dama, Asunción Fontán (1870), el año en que publicó uno de sus libros más leídos: Cien sonetos políticos, filosóficos, biográficos, amorosos, tristes y alegres, en el cual se destila ya bien claro el licor de la amargura. Publicó un poema de épica culta, La Creación (1872), y un Almanaque Cómico (1873), año este en que nació en Paniza su hijo también escritor, Eduardo Luis del Palacio. Desde 1874 su poesía limitó sus géneros a odas y sonetos necrológicos o melancólicos, dejando atrás la quevedesca vena satírica y mordaz por la que era más conocido.
A fines de 1875, asentada la Restauración borbónica en España, Palacio fue nombrado pane lucrando inspector de Correos, y luego agente de recaudación para Madrid y procuró granjearse la protección del artífice de la componenda política del turnismo, Antonio Cánovas del Castillo. Ya no era el satírico duro y feroz de los tiempos de Isabel II: escribía poesía histórico-narrativa al estilo de las ya anacrónicas leyendas del romanticismo (Juan Bravo, el Comunero) y piezas de mera circunstancia. Durante su estancia en Uruguay (1883-1886) recopiló y publicó en 1884 dos tomos de poesías varias, y como fruto de su experiencia americana publicó Huelgas diplomáticas.

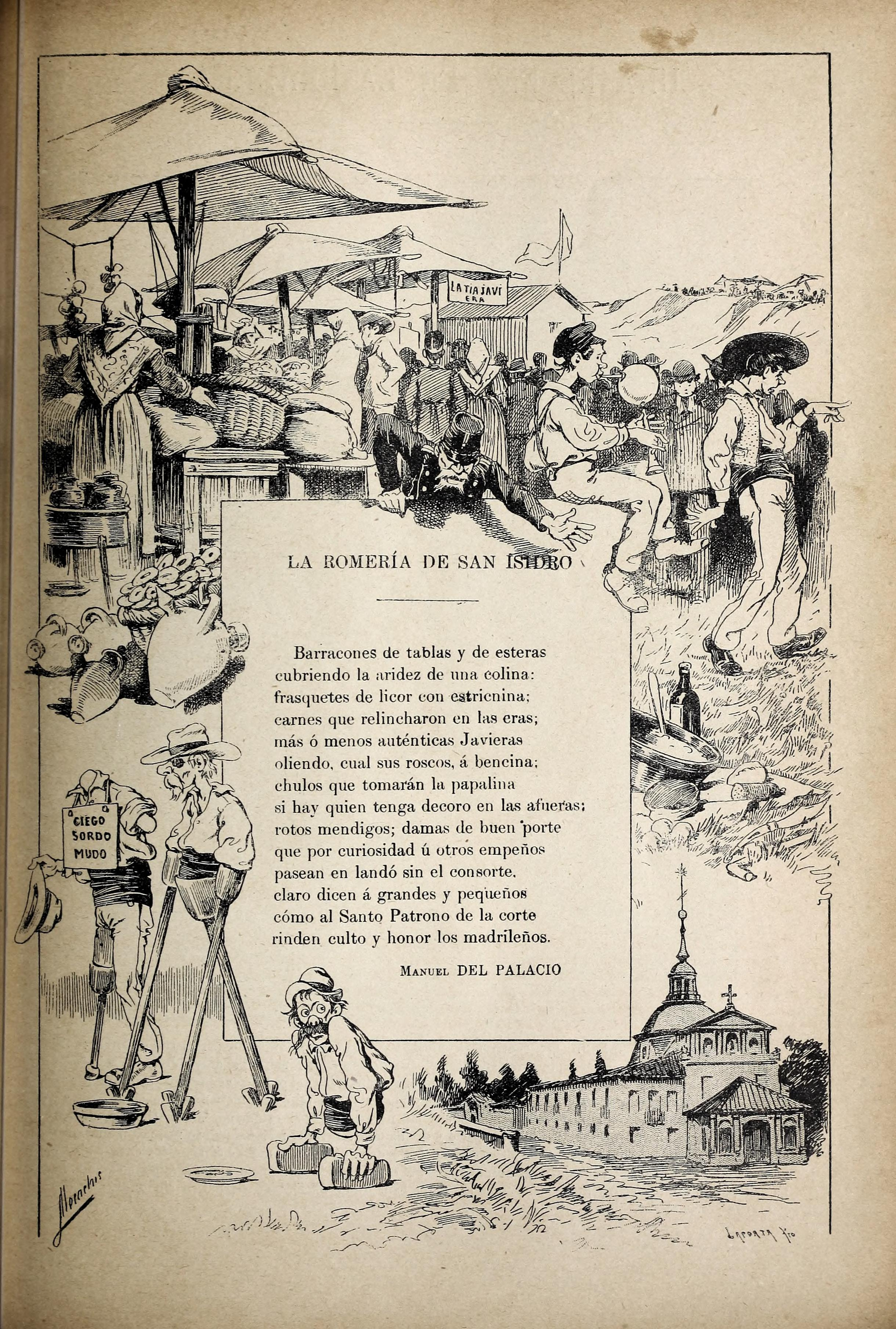
Texto de Manuel del Palacio sobre las fiestas de San Isidro con ilustraciones de Mecachis (Blanco y Negro, 12 de mayo de 1894)

Fue jefe de sección del Archivo y biblioteca del Ministerio de Estado y Presidente de la sección de Literatura del Ateneo de Madrid. Después al fin se hizo conservador. Cuando Clarín dijo que sólo había en España dos poetas y medio (Ramón de Campoamor, Gaspar Núñez de Arce y Palacio), se desahogó replicándole con el folleto Clarín entre dos platos, 1889, que Clarín contestó con A 0'50 poeta. Lo nombraron académico de la Lengua Española en 1892; leyó el discurso De cómo la poesía en nuestra patria se halla identificada con el idioma vulgar, en línea con la estética del antirromanticismo campoamoriano, y en 1894 se jubiló. Todavía alcanzó a colaborar en el semanario Gente Vieja. Falleció en Madrid el 5 de junio de 1906.

## Obra
Manuel del Palacio sobresale como uno de los principales poetas y prosistas satíricos de la segunda mitad del siglo XIX, en especial en el terreno político. Con Luis Rivera fundó el periódico satírico Gil Blas (1864-1870). Escribió una serie de semblanzas caricaturescas de políticos y artistas, Cabezas y Calabazas (1863). Recogió sus artículos políticos en De Tetuán a Valencia, haciendo noche en Miraflores (1865). Publicó una colección de Cien sonetos políticos (1870). Escribió también leyendas al estilo romántico, ilustradas por las de José Zorrilla, en Veladas de otoño (1884). Otras obras suyas son Melodías íntimas (1884) y Chispas (1894), que incluye sátiras publicadas antes en El Imparcial.
Como dramaturgo destacan sus piezas Marta (zarzuela) 1861); El tío de Alcalá (juguete cómico de 1862); De Dios nos venga el remedio, zarzuela de 1866; Contra viento y marea, juguete lírico o Don Bucéfalo, zarzuela. Otras veces se limitó a adaptar piezas extranjeras a la escena española. Como poeta es original y es difícil adscribirlo a ninguna tendencia en particular, por más que en su renuncia a la retórica haya algo del lenguaje de Campoamor. Según José María de Cossío, Palacio es poeta con el que:
Nunca ha de haber seguridad de su constancia en el tono que inicia que, sin llegar a los extremos de sus sonetos filosóficos, ha de ingerir en los momentos más graves el sarcasmo o la burla y en los más festivos e ingeniosos la admonición moral o la reflexión patética.
Por su parte, Ramón María del Valle-Inclán lo describió de esta manera:
Manuel del Palacio fue revolucionario, humorista, bohemio... Tenía alma de pájaro y de niño; cruzó por la vida sin detenerse, como si fuese deprisa, tras una mariposa quimérica... Para cada situación angustiosa, Manuel del Palacio tenía una sátira a modo de una careta funambulesca que ocultase la desolación de la verdad.
A Leopoldo Alas "Clarín", quien reconocía su inspiración poética, le disgustaba sin embargo que se dilapidara escribiendo versos de circunstancias:
Palacio se prodiga de manera lamentable por lo excesiva; escribe, en cuanto se los piden, versos de circunstancias; tiene la manía del soneto, no huye del álbum, acude a las calamidades públicas, canta glorias de tropo, es patriotero a veces, y hasta escribe poesías que pueden figurar en una hoja de servicios a tal causa o partido político…

## Obras
- Obras, Madrid, Rivadeneyra, 1884, 2 vols.
- Poesías escogidas, pról. de Jacinto Octavio Picón, Madrid, Tipografía de la Revista de Archivos, Bibliotecas y Museos, 1916

### Verso
- Cabezas y calabazas (en colaboración) retratos al vuelo de las notabilidades en política, en armas, en literatura, en artes, en toreo y en los demás ramos del saber y de la brutalidad humana: seguidos de varios cuadros de costumbres más o menos políticas, y pintados al fresco. (1863).
- Cien sonetos políticos, filosóficos, biográficos, amorosos, tristes y alegres, Madrid, Fortanet, 1870.
- La Creación, poema épico, París, Imprenta Española, 1872.
- Almanaque cómico, Madrid, Alfonso Durán, 1873
- Veladas de otoño. Leyendas y poemas, Madrid, Rivadeneyra, 1884.
- Melodías íntimas, Madrid, Rivadeneyra, 1884.
- Chispas (1894).
- Letra Menuda, Madrid, Oficinas de la Ilustración Española y Americana, 1877 (versos y prosa)
- El niño de nieve (cuento árabe), Madrid: Fernando Fe, 1889.

### Teatro
- Marta (en colaboración/arreglo-zarzuela en tres actos) 1861)
- El tío de Alcalá (juguete cómico de 1862)
- De Dios nos venga el remedio, zarzuela, 1866
- Contra viento y marea, juguete lírico
- Don Bucéfalo, (arreglo-zarzuela en tres actos).
- La vuelta de Columela, (arreglo del italiano-zarzuela en tres actos)
- Stradella (en colaboración/arreglo del italiano-zarzuela en tres actos)
- La Reina Topacio en colaboración/arreglo-zarzuela en tres actos)
- El Zapatero y la Maga (arreglo de Crispino e la Comare/en colaboración/arreglo-zarzuela en tres actos)
- La Romería de Ploermel (arreglo de Dinorah-zarzuela en tres actos)
- Por una Bellota (juguete en un acto)
- El Motín de las Estrellas (juguete en un acto)
- Antes del Baile, en el Baile y después del Baile (juguete en un acto)
- Tanto Corre como Vuela (juguete en un acto)
- Can (parodia de Kin-juguete en un acto)

### Artículos
- De Tetuán a Valencia, haciendo noche en Miraflores. Viaje cómico al interior de la política, Madrid: Fortanet, 1865.

### Varios
- Doce reales de prosa y algunos versos gratis: colección de cuentos, novelas, artículos varios y poesías, Madrid, Librería de San Martín, 1864.
- Museo cómico, ó, Tesoro de los chistes: colección, almacén, depósito, ó lo que ustedes quieran, de cuentos, fábulas, chistes, anécdotas, chascarrillos... cuanto se pueda inventar para hacer reír...
- Museo cómico, o, Tesoro de los chistes, 2: colección, almacén, depósito, o lo que ustedes quieran de cuentos, fábulas, chistes, anécdotas, chascarrillos, dichos agudos y obtusos, epígramas, sentencias, flores y espinas...
- Un liberal pasado por agua. Recuerdos de un viaje a Puerto Rico. Madrid, Miguel Guijarro, 1868
- Fruta verde. Misceláneas en verso y prosa, 1881.
- Huelgas Diplomáticas, 1887.
- El amor, las mujeres y el matrimonio  Madrid, Librería A. Durán, 1864 (en colaboración)
- Función de desagravios que hace en obsequio de las Bellas Artes un acólito del Templo de las Letras... Madrid: Centro General de Administración, 1862 (folleto)
- La situación, los partidos y otras menudencias (folleto)
- Clarín entre dos platos, Madrid, Fernando Fe, 1889, libreto de poemas, prosa y epístolas.[12]
- De cómo la poesía en nuestra patria se halla identificada con el idioma vulgar. Discursos leídos ante la Real Academia Española [...] contestación de Vicente Barrantes, Madrid, Sucesores de Rivadeneyra, 1894.
- En serio y en broma, 1904.
- Mi vida en prosa. Crónicas íntimas, Madrid, Victoriano Suárez, 1932.
- Veladas de invierno: poemas, leyendas y fábulas, recop. de E. del Palacio, Madrid, Francisco Beltrán, 1931.